# Nagelfluhkette
Nagelfluhkette er en bjergkæde ved den nordlige rand af Allgäuer Alperne i delstaterne Bayern, og  Baden-Württemberg i Tyskland og Vorarlberg i Østrig. Vejen på kædens bjergkam er en af de mest benyttede vandreveje i  Oberallgäu. 

## Udstrækning
Nagelfluhkette strækker sig fra Immenstadt cirka 20 kilometer mod vest til Hittisau i Østrig; Den største del af kæden ligger i Tyskland. Bjergene er de sidste høje bjerge i DieAllgäuer Alpen, før det videre mod nord går over i Allgäuer Hügelland (bakkeland). Mod nord ligger Weißachdalen, og mod syd ligger Hörnergruppen. 

### Bjerge
Det højeste punkt i  Nagelfluhkette er Hochgrat der er 1.834 moh. Andre bjerge i kæden er (fra øst mod vest): 
| Mittagberg                    | 1.451 m |
| Bärenköpfle                   | 1.463 m |
| Steineberg                    | 1.660 m |
| Stuiben                       | 1.749 m |
| Sedererstuiben                | 1.737 m |
| Buralpkopf                    | 1.772 m |
| Gündleskopf                   | 1.748 m |
| Rindalphorn                   | 1.822 m |
| Hochgrat                      | 1.834 m |
| Seelekopf                     | 1.663 m |
| Hohenfluhalpkopf              | 1.636 m |
| Eineguntkopf (også Rohnehöhe) | 1.641 m |
| Falkenköpfe                   | 1.564 m |
| Hochhäderich                  | 1.565 m |

Mellem  Hohenfluhalpkopf og Eineguntkopf følger den tysk-østrigske grænse bjergkammen. 
1. Januar 2008 har Nagelfluhkette været centrum i Naturpark Nagelfluhkette.

## Geologi
Nagelfluhkette er kendt for sin geologiske opbygning. Hele kæden er af  „Nagelfluh“-sten, der minder om  beton.